# Лятково (Радзейовський повіт)
Лятково (пол. Latkowo, нім. Latkau) — село в Польщі, у гміні Осенцини Радзейовського повіту Куявсько-Поморського воєводства.
Населення — 205 осіб (2011).
У 1975-1998 роках село належало до Влоцлавського воєводства.

## Демографія
Демографічна структура станом на 31 березня 2011 року:
|          | Загалом | Допрацездатний вік | Працездатний вік | Постпрацездатний вік |
| -------- | ------- | ------------------ | ---------------- | -------------------- |
| Чоловіки | 95      | 18                 | 65               | 12                   |
| Жінки    | 110     | 22                 | 63               | 25                   |
| Разом    | 205     | 40                 | 128              | 37                   |